# Elatos (syn Arkasa)
Elatos (gr.:Ἔλατος, Elatos) – król Kyllene w Arkadii, syn Arkasa, ojciec Kajneusa, Ajpytosa, Kyllena, Ischysa, Stymfalosa i Pereusa. Postać z mitologii greckiej.

## Życiorys
Elatos był synem władcy Arkadii Arkasa i Leanejry (lub Chrysopelei), bratem Azana i Afidasa. Umierając Arkas podzielił swoje królestwo pomiędzy synów: Azanowi przekazał Azanię, Elatosowi – okolice góry Kyllene, a Afidasowi – Tegeę. Elatos zdobył potem Fokidę i wspomógł jej mieszkańców w walce przeciw Flegejczykom. W Fokidzie założył miasto Elateję. Elatos poślubił Laodike, córkę króla Cypru Kinyrasa. Miał z nią córkę Kajnis i pięciu synów: Ajpytosa, Kyllena, Ischysa, Stymfalosa i Pereusa. Elatos jak wielu herosów arkadyjskich ma swojego tesalskiego sobowtóra, który niewiele się od niego różni. Z tym właśnie tesalskim Elatosem z Larisy bywa czasem łączona postać Kajnis/Kajneusa.
Po śmierci Azana jego syn Klitor stał się najpotężniejszym władcą Arkadii. Po bezpotomnej śmierci Klitora, jego następcami zostali Ajpytos i Stymfalos, synowie Elatosa. Kiedy Stymfalos został zamordowany przez fałszywego przyjaciela Pelopsa, a Ajpytos zginął podczas polowania, ukąszony przez węża, królem po nich został Aleos, poślubiwszy Neajrę, córkę innego z synów Elatosa, Pereusa.
Z faktu, że żyjący w Arkadii bożek Pan próbował kiedyś zgwałcić dziewiczą Pitys, która umknęła mu zamieniając się w jodłę (elate), R. Graves wysuwa przypuszczenie, że Pitys-Elate (zwana również Kajnis) mogła być pierwotnie boginią jodły, a przekształcenie się Kajnis w Kajneusa pociągnęło za sobą przekształcenie Elate w Elatosa.

## Rodowód
Elatos był synem Arkasa, syna Zeusa i Kallisto.